# Stilfes

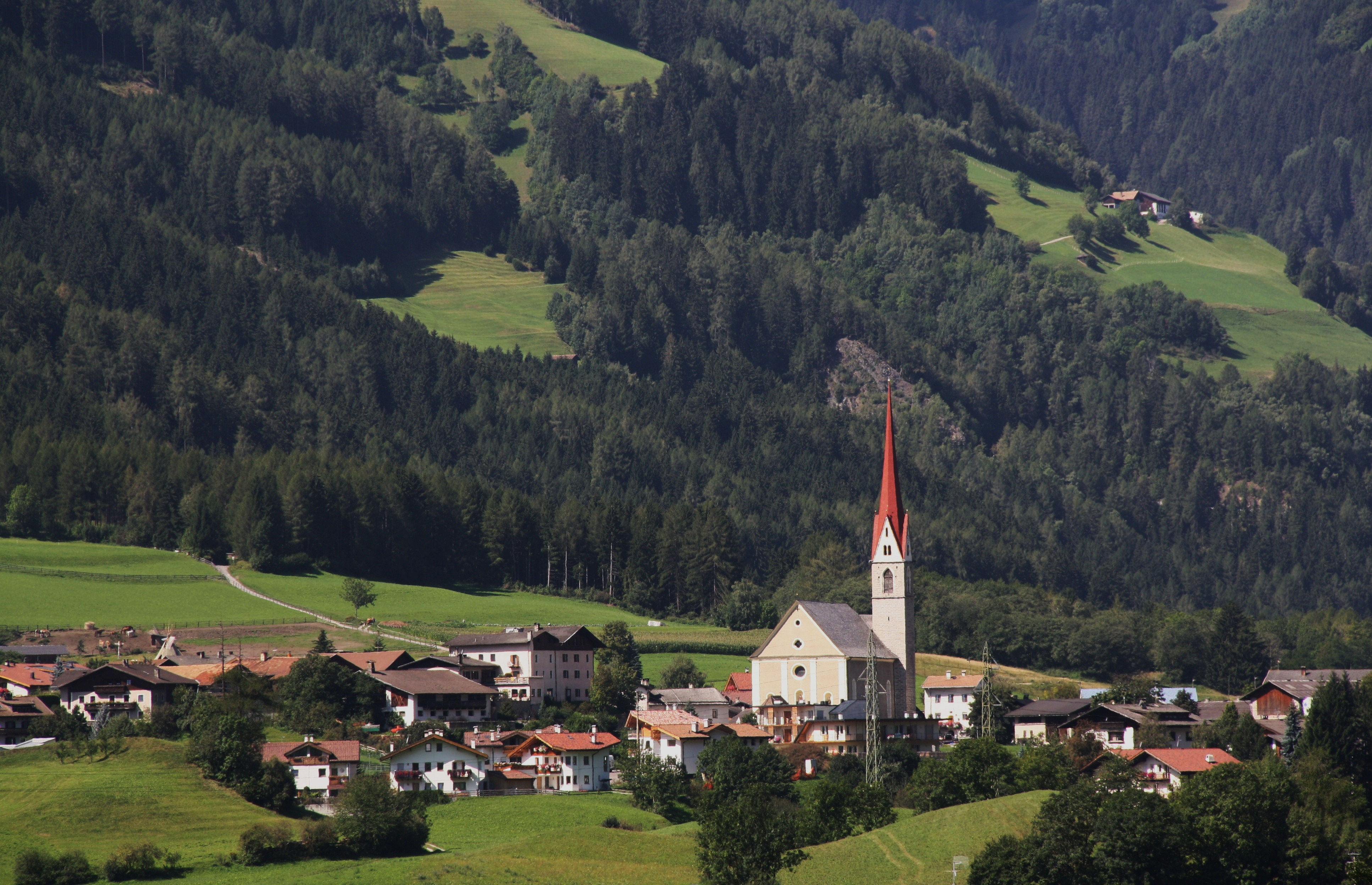
Blick auf Stilfes

Stilfes (italienisch Stilves) ist ein Dorf in der Südtiroler Gemeinde Freienfeld, knapp südöstlich von Sterzing. Das Dorf befindet sich auf rund 960 m Höhe im Wipptal auf der orographisch rechten Seite des Eisack und hat rund 450 Einwohner. Hinter den Häusern steigt das Gelände steil zu den nördlichen Sarntaler Alpen an. Die nächstgelegenen Siedlungen sind jenseits der nahe am Ort vorbeiführenden A22 auf der gegenüberliegenden Flussseite die kleine Ortschaft Freienfeld, in der sich das Rathaus der Gemeinde befindet, und das knapp darübergelegene Dorf Trens.
827 wird Stilfes in der sogenannten Quartinus-Urkunde als „Stilues“ erstmals genannt – dortiger Besitz wird an das Kloster Innichen übertragen.
Die Pfarrkirche ist dem hl. Apostel Petrus dediziert. Der mittelalterliche Turm der Herren von Stilfes ist heute in den Gasthof Wieser eingebaut. Das ehemals selbstständige Stilfes wurde 1928 mit Trens und Mauls zur heutigen Gemeinde Freienfeld fusioniert. An öffentlichen Einrichtungen bestehen ein Kindergarten und eine Grundschule für die deutsche Sprachgruppe. Für den Kraftverkehr erschlossen ist Stilfes durch eine kleine Gemeindestraße, die zur auf der anderen Talseite verlaufenden SS 12 führt; zudem durchquert die Radroute 1 „Brenner–Salurn“ das Dorf.